# Torsken
69°20′19″N 17°6′20″Ø / 69.33861°N 17.10556°Ø
Torsken (samisk: Doaskku gielda) er en tidligere kommune der lå på øen Senja i Troms. Ved kommunereformen i Norge 2020 blev den sammen med de andre kommuner på Senja, Berg, Lenvik og Tranøy samlet til kommunen Senja. Administrationscentrum i kommunen var Gryllefjord. Torsken kommune grænsede i nord og øst til Berg.

## Torsken
Fiskerlejet Torsken (188 indbyggere, 2006) er bygden og fjorden som kommunen havde sit navn fra, efter en fjeldformation som tidligere lidt lignede en torsk. Nu er dele af den skredet ned.
Den fiskerige fjord har til alle tider givet et godt erhvervsgrundlag for de lokale, og trukket mange tilrejsende fiskere til. Der er nu også fiskeopdræt (laks og ørred), lakseslagteri, forarbejdningsvirksomheder som forarbejder sild og hvidfisk, og isoporkassefabrik som leverer til et stort område i Midt-Troms.

### Navnets udvikling
1306: «Thoskar»; 1490: «Toskana»; 1567: «Thoskenn»; 1661: «Torschen»; 1865: «Thorsken»

## Torsken Kirke
Kirken i Torsken har en speciel historie. Meget tyder på at der først fandtes en fiskerkirke her, rejst af bygdefolk og fiskere en gang i middelalderen. Senere blev der opført en kirke som stod nær den nuværende kirkebygning. Denne blev nedrevet og genrejst i 1784. Her findes mange klenodier fra 1400-tallet og frem mod vor tid. Præsterækken har bestået af mange personligheder som har sat sit præg på omgivelsene. Mest kendt er Svend Pellar, som skulle være uddannet i Wittenberg, Peter Ursin, som havde mange beskrivelser på vers fra den tid han praktiserede, – og ikke mindst Ingrid Bjerkås, landets første kvindelige præst.